# Гренд слем
Гренд слем (енгл. Grand Slam), назив за четири највећа тениска турнира.
Сама реч Гренд слем је преузета из енглеског језика, или на српском велика победа. Првобитно се овај израз користио за освајање сва четири турнира у једној календарској години, а касније је прешло у праксу и да се сваки појединачни турнир из најзначајније категорије назива тако.
Четири тениска турнира која спадају у Гренд слем категорију су:
- Отворено првенство Аустралије
- Ролан Гарос
- Вимблдон
- Отворено првенство САД

Сваки од њих се одржава једном у току календарске године. У току одржавања ових турнира одржавају се такмичења у мушкој и женској конкуренцији, као и у паровима, такозваним дубловима. Поред играча у мушкој, женској конкуренцији и игри парова на овим турнирима се одржавају такмичења и за млађе узрасте.
Ови турнири су најважнији очима јавности. На њима је: највећи број учесника, највећи фонд награда и највећи број бодова за рангирање.
Већина тениских турнира се игра недељу дана (седам дана) док „Гренд слем“ турнири трају по две недеље (14 дана). Због тога се истовремено играју мечеви у „сингл“ конкуренцији (мушки и женски) као и у паровима.
На овим турнирима се мечеви играју на великом броју терена истовремено.

## Историја
Термин гренд слем најпре је коришћен само у голфу, и означавао је оно што данас означава у тенису — најпрестижније такмичарске турнире. Судећи по књизи Бада Колинса, Тотал тенис, ултимативна тениска енциклопедија (енг. Total Tennis, The Ultimate Tennis Encyclopedia), термин гренд слем у тенису по први пут је 1933. употребио колумниста часописа Њујорк тајмс Џон Киран. Киран, који је писао о тренутном шампиону Аустралије, Француске и Вимблдона Џеку Крофорду, написао: „Уколико Крофорд победи на Отвореном првенству Америке, то ће бити као да је освојио гренд слем“. Крофорд је успео да достигне финале у Њујорку, али је изгубио од Фреда Перија у пет сетова.

### Гренд слем (сва четири)
Гренд слем (енгл. Grand Slam) су освојили тенисери који су у каријери дошли до титуле на сва четири гренд слем турнира, тј. Отворено првенство Аустралије, Ролан Гарос, Вимблдон и Отворено првенство САД у једној сезони. Користи се израз и календарски гренд слем (енгл. Calendar Year Grand Slam)
Гренд слем каријере су освојили они тенисери који су у току читаве каријере освојили сва четири гренд слем турнира.
У загради стоји година које су тенисери по први пут освојили неки гренд слем турнир, а затим и са колико година су то учинили. Болдовано је освајање (календарског) гренд слема.

### Мушкарци појединачно
- Фред Пери (Америка 1933, Аустралија и Вимблдон 1934, Француска 1935; 26 година)
- Дон Баџ (Вимблдон и Америка 1937, Аустралија и Француска 1938; 23 године. гренд слем 1938)
- Рој Емерсон (Аустралија и Америка 1961, Француска 1963, Вимблдон 1964; 27 година)
- Род Лејвер (гренд слем 1962)

Опен ера
- Род Лејвер (гренд слем 1969)
- Андре Агаси (Вимблдон 1992, Америка 1994, Аустралија 1995, Француска 1999; 29 година)
- Роџер Федерер (Вимблдон 2003, Аустралија и Америка 2004, Француска 2009; 27 година)
- Рафаел Надал (Француска 2005, Вимблдон 2008, Аустралија 2009, Америка 2010; 24 година)
- Новак Ђоковић (Аустралија 2008, Вимблдон 2011, Америка 2011, Француска 2016; 29 година)

### Жене појединачно
- Морин Коноли (1951—52—53; 18. гренд слем 1953)
- Дорис Харт (1949—50—51—54; 29)
- Ширли Фрај Ервин (1951—56—57; 29)
- Били Џин Кинг (1966—67—68—72; 28)

Опен ера
- Маргарет Корт (гренд слем 1970)
- Крис Еверт (1974—75—82; 28)
- Мартина Навратилова (1978—81—82—83; 26)
- Штефи Граф (Француска 1987, Аустралија, Вимблдон и Америка 1988; 19. златни гренд слем 1988)
- Серена Вилијамс (Америка 1999, Француска и Вимблдон 2002, Аустралија 2003; 21)
- Марија Шарапова (Вимблдон 2004, Америка 2006, Аустралија 2008, Француска 2012; 25)

### Мушки парови
- Ејдријан Квист (1935—36—39)
- Френк Сеџман (1950—51—52)
- Кен Макгрегор (1951—52)
- Лу Хоуд (1953—56)
- Кен Роузвол (1953—56)
- Нил Фрејзер (1957—58—59)
- Рој Емерсон (1959—60—62)
- Фред Стол (1962—63—65)
- Џон Њуком (1965—67)
- Тони Роуч (1965—67)
- Боб Хјуит (1962—64—67—77)

Опен ера
- Џон Фицџералд (1982—84—86—89)
- Андерс Јарид (1983—87—89)
- Јако Елтинг (1994—95—98)
- Паул Харуис (1994—95—98)
- Марк Вудфорд (1989—92—93—2000)
- Тод Вудбриџ (1992—93—95—2000)
- Јонас Бјоркман (1998—2002—03—05)
- Боб Брајан (2003—05—06)
- Мајк Брајан (2003—05—06)
- Данијел Нестор (2002—04—07—08)
- Леандер Паес (1999—99—06—12)
- Пјер-Иг Ербер (2015—16—18—19)
- Никола Маи (2015—16—18—19)

### Женски парови
- Луиз Бру Клеп (1942—46—50)
- Дорис Харт (1947—48—50—51)
- Ширли Фрај Ирвин (1950—51—57)
- Алтиа Гибсон (1956—57)
- Марија Буено (1958—60, гренд слем 1960)
- Лесли Тарнер Боври (1961—64)
- Маргарет Корт (1961—63—64)
- Џуди Тегарт Далтон (1964—66—69—70)

Опен ера
- Мартина Навратилова (1975—76—77—80)
- Кејти Џордан (1980—81)
- Ен Смит (1980—81)
- Пем Шрајвер (1981—82—83—84)
  - Мартина Навратилова и Пем Шрајвер (гренд слем 1984)
- Ђиђи Фернандез (1988—91—92—93)
- Наташа Зверева (1989—91—93)
- Хелена Сукова (1989—90—93)
- Јана Новотна (1989—90—94)
- Мартина Хингис (1996—97—98, гренд слем 1998)
- Винус Вилијамс (1999—2000—01)
- Серена Вилијамс (1999—2000—01)
- Лиса Рејмонд (2000—01—06)
- Сара Ерани (2012—13—04)
- Роберта Винчи (2012—13—04)

### Мешовити парови
- Френд Сеџман (1949—51)
- Дорис Харт (1949—51)
- Маргарет Корт (1961—63, гренд слем 1965)
- Кен Флечер (1963)
  - Маргарет Корт и Кен Флечер (гренд слем 1963)
- Овен Дејвидсон (1965—66—67, гренд слем 1967)
- Били Џин Кинг (1967—68)

Опен ера
- Марти Рајсен (1969—75)
- Боб Хјуит (1961—70—71—79)
- Марк Вудфорд (1992—1993)
- Тод Вудбриџ (1990—93—94—95)
- Мартина Навратилова (1974—85—2003)
- Данијела Хантухова (2001—02—05)
- Махеш Бупати (1997—99—2005—06)
- Кара Блек (2002-04-08-10)
- Леандер Паес (2003—15—16)
- Мартина Хингис (2005—15—16)

## Златни слем
- Златни слем (енгл. Golden Slam; познат као и календарски златни слем, енгл. Calendar Year Golden Slam) освојили су тенисери који су у једној календарској години освојили све четири гренд слем титуле и златну медаљу на Летњим олимпијским играма.
- Златни слем каријере су освојили тенисери који су у каријери освојили сва четири гренд слем турнира и златну медаљу на Олимпијским играма.

### Појединачно
- Штефи Граф (Француска 1987, Аустралија 1988, Вимблдон 1988, Олимпијске игре 1988, Америка 1988; златни слем 1988)
- Серена Вилијамс (Француска 2002, Вимблдон 2002, Америка 2002, Аустралија 2003. Олимпијске игре 2012)
- Андре Агаси (Вимблдон 1992, Америка 1994, Аустралија 1995, Олимпијске игре 1996, Француска 1999)
- Рафаел Надал (Француска 2005, Вимблдон 2008, Олимпијске игре 2008, Аустралија 2009, Америка 2010)
- Новак Ђоковић (Аустралија 2008, Вимблдон 2011, Америка 2011, Француска 2016, Олимпијске игре 2024)

### Парови
- Тод Вудбриџ и Марк Вудфорд (1992—93—95—96—2000)
- Серена Вилијамс и Винус Вилијамс (1999—2000—01)
- Боб и Мајк Брајан (2003—05—06—12)
- Барбора Крејчикова и Катерина Синијакова (2018—21—22)

### У пару
- Ђиђи Фернандез (Олимпијске игре 1992. и 1996., шест гренд слем турнира у низу 1992—93.)
- Данијел Нестор (2000—02—04—07—08)
- Мате Павић (2018—20—21—24)
- Сара Ерани (2012—13—14—24)

## Супер слем
- Супер слем (енгл. Super Slam) освојили су тенисери који су у каријери освојили све четири гренд слем титуле, златну медаљу на Летњим олимпијским играма, АТП/ВТА првенство и Дејвис куп/Фед куп. До данас још нико није успео да освоји календарски супер слем (енгл. Calendar Year Super Slam) тј. све ово у једној календарској години.

### Појединачно
- Штефи Граф (Француска 1987, Завршни шампионат 1987, Аустралија 1988, Вимблдон 1988, Олимпијске игре 1988, Америка 1988. Фед куп 1992)
- Серена Вилијамс (Фед куп 1999, Америка 1999, Завршни шампионат 2001, Вимблдон 2002, Аустралија 2003, Олимпијске игре 2012)
- Андре Агаси (Завршни шампионат 1990, Дејвис куп 1990, Вимблдон 1992, Америка 1994, Аустралија 1995, Олимпијске игре 1996, Француска 1999)
- Новак Ђоковић (Аустралија 2008, Завршни шампионат 2008, Дејвис куп 2010, Вимблдон 2011, Америка 2011, Ролан Гарос 2016, Олимпијске игре 2024)

### Парови
- Тод Вудбриџ и Марк Вудфорд (златни слем + Завршни шампионат 1992. и Дејвис куп 1999)

### У пару
- Ђиђи Фернандез (златни слем + Фед куп 1990. и Завршни шампионат 1993)

## „Бокс сет“
- „Бокс сет“ (Boxed Set) употпунили су они тенисери који су освојили сва четири гренд слем турнира у појединачној категорији, у категорији парова и категорији мешовитих парова. У својој каријери то су постигле само три тенисерке:
- Дорис Харт
- Маргарет Корт
- Мартина Навратилова

## Мали слем
- Мали слем (енгл. Small Slam) су освојили тенисери који су дошли до три од четири гренд слем турнира.

### Мушкарци појединачно
- Џек Крофорд (Аустралија, Француска и Вимблдон 1933)
- Фред Пери (Аустралија, Вимблдон и Америка 1934)
- Тони Траберт (Француска, Вимблдон и Америка 1955)
- Лу Хоуд (Аустралија, Француска и Вимблдон 1956)
- Ешли Купер (Аустралија, Вимблдон и Америка 1958)
- Рој Емерсон (Аустралија, Вимблдон и Америка 1964)

Опен ера
- Џими Конорс (Аустралија, Вимблдон и Америка 1974)
- Матс Виландер (Аустралија, Француска и Америка 1988)
- Роџер Федерер (Аустралија, Вимблдон и Америка 2004, 2006 и 2007)
- Рафаел Надал (Француска, Вимблдон и Америка 2010)
- Новак Ђоковић (Аустралија, Вимблдон и Америка 2011 и 2015; Аустралија, Француска и Вимблдон 2021)
- Стан Вавринка (Аустралиja 2014, Француска 2015, Америка 2016)

### Жене појединачно
- Хелен Вилс (Француска, Вимблдон и Америка 1928. и 1929)

Опен ера
- Маргарет Корт (Аустралија, Француска и Америка 1962; Аустралија, Вимблдон и Америка 1965; Аустралија, Француска и САД 1969. и 1973)
- Били Џин Кинг (Француска, Вимблдон и Америка 1972)
- Мартина Навратилова (Аустралија, Вимблдон и Америка 1983; Француска, Вимблдон и Америка 1984)
- Штефи Граф (Аустралија, Вимблдон и Америка 1989; Француска, Вимблдон и Америка 1993, 1995. и 1996)
- Моника Селеш (Аустралија, Француска и Америка 1991. и 1992)
- Мартина Хингис (Аустралија, Вимблдон и Америка 1997)
- Серена Вилијамс (Француска, Вимблдон и Америка 2003)